# Залеский, Антон
Антон Зале́ский (пол. Antoni Zaleski; 1858—1895) — польский публицист и романист.
С 1881 года издавал в Варшаве газету Słowo. В 1885 году издал описание путешествия на Восток, предпринятого им в обществе Сенкевича (Z wycieczki na wschód); написал в сотрудничестве с Влодзимежем Загурским бытовой роман Pan Radca (1891), монографии о министре Дуаневском и другое.